# Paul King
Paul King (nacido en 1978) es un escritor y director británico. Trabaja en la televisión, cine y teatro, y se especializa en comedia. Por su trabajo en la película de comedia familiar Paddington (2014), fue nominado a dos premios BAFTA Film Awards.

## Su Carrera profesional
King se graduó de St Catharine's College, Universidad de Cambridge con honores de primera clase en inglés en 1999. Mientras estaba en Cambridge, conoció a Richard Ayoade, Matthew Holness y Alice Lowe, y pasó a dirigirlos en el Festival de Edimburgo en " Garth Marenghi 's FrightKnight" (nominado al premio Perrier en 2000) y "Netherhead" (ganador del premio Perrier 2001). King trabajó como director asociado en la posterior transferencia de televisión, Darkplace de Garth Marenghi, una serie de seis partes para Channel 4. En 2002, King obtuvo otra nominación al premio Perrier por dirigir el espectáculo del Festival de Edimburgo de Noel Fielding, "Voodoo Hedgehog".
King también es el director de The Mighty Boosh de la BBC. Ha dirigido las tres series (obteniendo una nominación al BAFTA como Mejor Director Nuevo en 2005 ), así como sus shows en vivo en 2006 y 2008. King fue originalmente contratado después de que el director del piloto, Steve Bendelack, no estuviera disponible para dirigir la primera serie. También dirigió el falso documental del aeropuerto de 2011 de Matt Lucas y David Walliams , Come Fly With Me.
Bunny and the Bull, que King escribió y dirigió, se estrenó en 2009. La película está protagonizada por Simon Farnaby y Edward Hogg, con participaciones especiales de Noel Fielding, Richard Ayoade y Julian Barratt .
El siguiente largometraje de King fue la adaptación del libro a la pantalla Paddington (2014), que dirigió y coescribió con Hamish McColl . La película fue un éxito comercial y de crítica, obteniendo nominaciones King para el premio BAFTA al mejor guion adaptado y el premio BAFTA a la mejor película británica (compartido con el productor de la película, David Heyman).
La recepción positiva de Paddington dio como resultado la luz verde de una secuela. King volvió a dirigir y escribir Paddington 2 (2017). La película se estrenó en cines el 10 de noviembre de 2017 en el Reino Unido y el 12 de enero de 2018 en los Estados Unidos. En 2023, King dirigió Wonka, una película sobre el origen de Willy Wonka.

## Filmografía

### Película
| Año  | Título                                           | Director | Escritor |
| ---- | ------------------------------------------------ | -------- | -------- |
| 2009 | Bunny and the Bull                               | Sí       | Sí       |
| 2014 | Paddington                                       | Sí       | Sí       |
| 2017 | Paddington 2                                     | Sí       | Sí       |
| 2023 | Wonka                                            | Sí       | Sí       |
| TBA  | Conoce a los Beatles                             | Sí       | No       |
| TBA  | Consejos cotidianos para la crianza de los hijos | Sí       | No       |

### Televisión
| Año       | Título                                     | Director | Escritor | Notas               |
| --------- | ------------------------------------------ | -------- | -------- | ------------------- |
| 2004      | Garth Marenghi's Darkplace                 | Asociado | No       | 6 episodios         |
| 2004-2007 | The Mighty Boosh                           | Sí       | No       | 20 episodios        |
| 2007      | Dogface                                    | Sí       | Sí       | 5 episodios         |
| 2009      | The Mighty Boosh Live: Future Sailors Tour | Sí       | No       | Espectáculo en vivo |
| 2010-2011 | Ven y vuela conmigo                        | Sí       | No       | 6 episodios         |
| 2011      | Pequeñas galletas                          | Sí       | No       | 2 episodios         |
| 2020      | Fuerza espacial                            | Sí       | No       | 2 episodios         |